# Inkeri Sahlan
Eine Inkeri Sahlan, född  28 maj 1900 i Björneborg, död 20 augusti 1973 i Helsingfors, var en finländsk jurist.
Sahlan, som var dotter till apoteksföreståndare Eino Rafael Ahlroth och Anna Holm, blev student 1918, avlade rättsexamen 1923 och blev vicehäradshövding 1931. Hon blev notarie vid finansministeriet 1923, vid socialministeriet 1924, extra ordinarie föredragande från 1928, blev avdelningssekreterare 1938 och var yngre regeringssekreterare från 1963. 
Sahlan var sekreterare i statens hembiträdeskommitté 1942–1944, medlem och ordförande i statens kommitté för hemvårdarinnefrågor 1963 och medlem i statens utvandrarförmedlingskommitté. Hon var representant för Samlingspartiet i Helsingfors stadsfullmäktige 1942 och 1946–1964 samt medlem flera av stadens nämnder och kommittéer; ordförande i ungdomsnämnden 1950–1956 och hälsovårdsnämnden från 1957. 
Sahlan var sekreterare i Finlands kvinnors nationalförbund 1924–1930, ordförande i dess kommitté för kvinnlig polis från 1931, i sedlighetskommittén från 1952, ordförande i styrelsen för Helsingin käsityönopettajaopisto, i Krigsinvalidernas brödraförbunds kvinnoorganisation från 1953 och medlem av sjukförsäkringsnämnd 2 i Helsingfors från 1964. Hon var medlem i Europeiska kvinnounionens socialkommitté från 1950 och dess ordförande 1962–1965. Hon var viceordförande i Samlingspartiets kvinnoförbunds styrelse från 1949. Hon ingick 1939 äktenskap med yrkesinspektör, diplomingenjör Eino Fredrik Sahlan (död 1962).